# Onthophagus nemorivagus
Onthophagus nemorivagus es una especie de insecto del género Onthophagus, familia Scarabaeidae, orden Coleoptera.

## Historia
Fue descrita científicamente por Kohlmann & Solis en 2001.